# ایلچی بالا
ایلچی بالا، روستایی است از توابع بخش مرکزی شهرستان بستک در استان هرمزگان ایران.

## جمعیت
این روستا در دهستان ده تل قرار داشته و بر اساس سرشماری سال ۱۳۸۵ جمعیت آن ۲۵ نفر (۶ خانوار)
بوده‌است. که از اهل سنت و از شاخه شافعی هستند یعنی از پیروان امام محمد ادریس شافعی می‌باشند.

## فهرست منابع و مآخذ
- محمدیان، کوخردی، محمد.  «شهرستان بستک و بخش کوخرد»  ج۱. چاپ اول، دبی: سال انتشار ۲۰۰۵ میلادی.
- عباسی، قلی، مصطفی،  «بستک وجهانگیریه»، چاپ اول، تهران : ناشر: شرکت انتشارات جهان معاصر، سال ۱۳۷۲ خورشیدی.
- سلامی، بستکی، احمد.  (بستک در گذرگاه تاریخ)  ج۲ چاپ اول، ۱۳۷۲ خورشیدی.
- بالود، محمد.  (فرهنگ عامه در منطقه بستک)  ناشر همسایه، چاپ زیتون، انتشار سال ۱۳۸۴ خورشیدی.
- بنی عباسیان، بستکی، محمد اعظم،  «تاریخ جهانگیریه»  چاپ تهران، سال ۱۳۳۹ خورشیدی.
- الکوخردی، محمد، بن یوسف، (کُوخِرد حَاضِرَة اِسلامِیةَ عَلی ضِفافِ نَهر مِهران Kookherd، an Islamic District on the bank of Mehran River) الطبعة الثالثة، دبی: سنة ۱۹۹۷ للمیلاد.
- بختیاری، سعید، ،  «اتواطلس ایران»  ، “ مؤسسه جغرافیایی وکارتگرافی گیتاشناسی، بهار ۱۳۸۴ خورشیدی.
- نگاره‌ها از: محمد محمدیان.
- محمد، صدیق «تارخ فارس» صفحه‌های (۵۰ ـ ۵۱ ـ ۵۲ ـ ۵۳)، چاپ سال ۱۹۹۳ میلادی.
- محمدیان، کوخری، محمد ، “ (به یاد کوخرد) “، ج۱. ج۲. چاپ اول، دبی: سال انتشار ۲۰۰۳ میلادی.
- اطلس گیتاشناسی استان‌های ایران [Atlas Gitashenasi Ostanhai Iran] (Gitashenasi Province Atlas of Iran)